# George Kleine
George Kleine (New York, 1864 – Los Angeles, 8 giugno 1931) è stato un produttore cinematografico statunitense pioniere del cinema e fondatore, insieme a Thomas Alva Edison, della compagnia di distribuzione K-E-S-E Service.

## Filmografia
- Naidra, the Dream Woman, regia di Eugene Moore - cortometraggio (1914)
- La du Barry (DuBarry), regia di Edoardo Bencivenga (1914)
- Stop Thief!, regia di George Fitzmaurice (1915)
- The Money Master, regia di George Fitzmaurice (1915)
- The Politicians, regia di Bert Angeles (1915)
- The Danger Signal, regia di Walter Edwin (1915)
- The Law of Blood, regia di Max Marcin (1916)
- Hold Fast!, regia di Louis Myll - cortometraggio (1916)
- Gloria's Romance, regia di Walter Edwin e Campbell Gollan (1916)
- The Screen Fan, regia di Jack Eaton - cortometraggio (1918)
- The Bride, regia di Jack Eaton - cortometraggio (1918)
- The Superstitious Girl, regia di Jack Eaton - cortometraggio (1918)
- The Unbeliever, regia di Alan Crosland (1918)
- The Artist's Model, regia di Jack Eaton - cortometraggio (1918)
- The Man-Eater, regia di Jack Eaton - cortometraggio (1918)
- The Stenog, regia di Jack Eaton - cortometraggio (1918)
- The Good Sport, regia di Jack Eaton - cortometraggio (1918)
- The Starter, regia anonima - cortometraggio (1918)
- The Lonesome Girl, regia di Jack Eaton - cortometraggio (1918)
- Where Are Your Husbands?, regia anonima - cortometraggio (1920)
- Snakes, regia anonima - cortometraggio (1920)
- Lucky Hoodoo, regia anonima - cortometraggio (1920)
- Buggins, regia anonima - cortometraggio (1920)